# Đảng Quốc gia Úc
Đảng Quốc gia Úc (tiếng Anh: National Party of Australia) là một đảng chính trị lớn của nước Úc.
Khởi nguồn là đại diện cho cử tri vùng nông thôn, tên cũ là Đảng Thôn quê (Country Party), đổi thành Đảng Quốc gia Nông thôn (National Country Party) năm 1975 và sau đó thành Đảng Quốc gia từ năm 1982. Đảng Quốc gia phối hợp cùng Đảng Tự do tạo thành khối Liên đảng tranh chấp với Đảng Lao động. Trên diện chính quyền liên bang, Đảng Quốc gia không ảnh hưởng nhiều trong khối liên đảng tại tiểu bang New South Wales và Victoria, nhưng lại có thế lực lớn tại tiểu bang Queensland trong những năm 1957 đến 1989.
Trong đợt tranh cử năm 2003, Đảng Quốc gia lấy tên hiệu The Nationals (như cách người ta thường gọi), nhưng tên chính thức vẫn là National Party of Australia. Theo thông lệ của Liên đảng, lãnh tụ đảng Quốc gia là phó lãnh tụ của Liên đảng. Hiện nay là Warren Truss.

## Danh sách lãnh tụ
| William McWilliams | 1920 - 1921                            |
| Sir Earle Page     | 1921 - 1939 (Thủ tướng Úc 1939)        |
| Archie Cameron     | 1939 - 1940                            |
| Arthur Fadden      | 1940 - 1958 (Thủ tướng Úc 1941)        |
| John McEwen        | 1958 - 1971 (Thủ tướng Úc 1967 - 1968) |
| Doug Anthony       | 1971 - 1984                            |
| Ian Sinclair       | 1984 - 1989                            |
| Charles Blunt      | 1989 - 1990                            |
| Tim Fischer        | 1990 - 1999                            |
| John Anderson      | 1999 - 2005                            |
| Mark Vaile         | 2005 - 2007                            |
| Warren Truss       | 2007 -                                 |